# Leistungen für Auszubildende
Unter dem Begriff Leistungen für Auszubildende fallen Zuschüsse nach § 27 SGB II, die Auszubildende im Sinne des § 7 Abs. 5 SGB II beantragen können. Diese Leistungen gelten ausdrücklich nicht als Arbeitslosengeld II (§ 27 Abs. 1 SGB II). Zuständig ist das örtliche Jobcenter.
Die Leistungen für Auszubildende wurden zum 1. Januar 2007 eingeführt, da sich in der Praxis zeigte, dass viele Auszubildende ihre Ausbildung abbrechen mussten, weil sie von den in BAB und BAföG berücksichtigten Beträgen die Kosten der Unterkunft nicht decken konnten. Mit dem Neunten Gesetz zur Änderung des Zweiten Buches Sozialgesetzbuch wurde der Zuschuss zu den Kosten für Unterkunft und Heizung abgeschafft und dieser Personengruppe stattdessen der direkte Zugang zu den Leistungen zum Lebensunterhalt ermöglicht; dadurch entfällt die recht komplizierte und fehleranfällige Berechnung des Mietzuschusses. Ersatzlos gestrichen wurden die Regelungen zur Übernahme von Mietschulden für Auszubildende.

## Mehrbedarfe
Nach § 27 Abs. 2 SGB II haben Auszubildende Anspruch auf folgende Leistungen:
- Mehrbedarf bei Schwangerschaft (§ 21 Abs. 2 SGB II)
- Mehrbedarf für Alleinerziehende (§ 21 Abs. 3 SGB II)
- Mehrbedarf für notwendige Krankenkost (§ 21 Abs. 5 SGB II)
- sonstiger laufender, unabweisbarer, nicht vom Regelsatz gedeckter Mehrbedarf (§ 21 Abs. 6 SGB II)
- Erstausstattungen für Bekleidung, Schwangerschaft und Geburt (§ 24 Abs. 3 Nr. 2 SGB II)

## Leistungen im Härtefall
Falls der Ausschluss von Auszubildenden vom Arbeitslosengeld II eine besondere Härte bedeutet (etwa, weil ein Student kurz vor seinem Abschluss steht und ohne die Leistungen sein Studium beenden müsste), kann das Arbeitslosengeld II, inklusive der Beiträge zur Kranken- und Pflegeversicherung, nach § 27 Abs. 3 SGB II als Darlehen gewährt werden.